# Yağmur Tanrısevsin
Yağmur Tanrısevsin (Mersin, 24 de enero de 1991) es una actriz turca de cine y televisión, que inició su carrera a comienzos de la década de 2010. Ha figurado en importantes series de televisión turcas como "Kalp Yarasi Güneşi Beklerken, Adını Feriha Koydum y Kaçak.

## Biografía y carrera
Tanrısevsin nació en la ciudad de Mersin, situada en la costa del Mediterráneo, al sur de Turquía. Logró su primer papel en la serie de televisión Pis Yedili, donde interpretó el papel de Müge. Ese mismo año apareció en un nuevo seriado, El secreto de Feriha (Adını Feriha Koydum), personificando a Ece. Su participación en esta producción le valió cierto reconocimiento internacional, ya que fue emitido en una gran cantidad de países alrededor del mundo. En 2013 debutó en el cine, apareciendo en dos películas: The Tragedy (interpretando a Jennifer) y Aşk Ağlatır (en el rol de Banu). Ese mismo año empezó a interpretar el papel de Melis Güzel en la serie de televisión Güneşi Beklerken, nuevamente con repercusión internacional.
Su participación en la televisión turca continuó de manera activa, figurando en producciones como Kaçak (2014), Bana Baba Dedi (2015), Mayıs Kraliçesi (2016) y İki Yalancı (2017). Actuó en las películas Geniş Aile Yapıştır (2015) y Yok Artık! 2 (2016), y en 2019 fue anunciada su participación en la cinta de Selçuk Aydemir, Baba Parasi, programada para su estreno en el año 2020. En 2021 junto a Gokhan Alkan grabó Kalp Yarasi (Corazón herido).

## Filmografía

### Cine
| Película            | Año  | Papel    |
| ------------------- | ---- | -------- |
| The Tragedy         | 2013 | Jennifer |
| Aşk Ağlatır         | 2013 | Banu     |
| Geniş Aile Yapıştır | 2015 | Çağla    |
| Yok Artık! 2        | 2016 | Damla    |
| Baba Parası         | 2020 |          |

### Televisión
Pis Yedili 	2012 	Müge 	2 episodios
Adını Feriha Koydum 	2012 	
Ece 	12 episodios
Güneşi Beklerken 	2013-2014 	
Melis Güzel 	54 episodios
Kaçak 	2014-2015 	
Tülay Mengen 	17 episodios
Bana Baba Dedi 	2015 	
Didem 	7 episodios
Mayıs Kraliçesi 	2015-2016 	Nehir 	11 episodios
İki Yalancı 	2017 	Duygu 	9 episodios
Kalp Yarası 	2021 	Ayşe 	
117 episodios